# Katzenmuseum
Ein Katzenmuseum ist ein Museum über Katzen, das sich mit seinen Exponaten der Kulturgeschichte der Katze widmet.

## Katzenmuseen im deutschsprachigen Raum

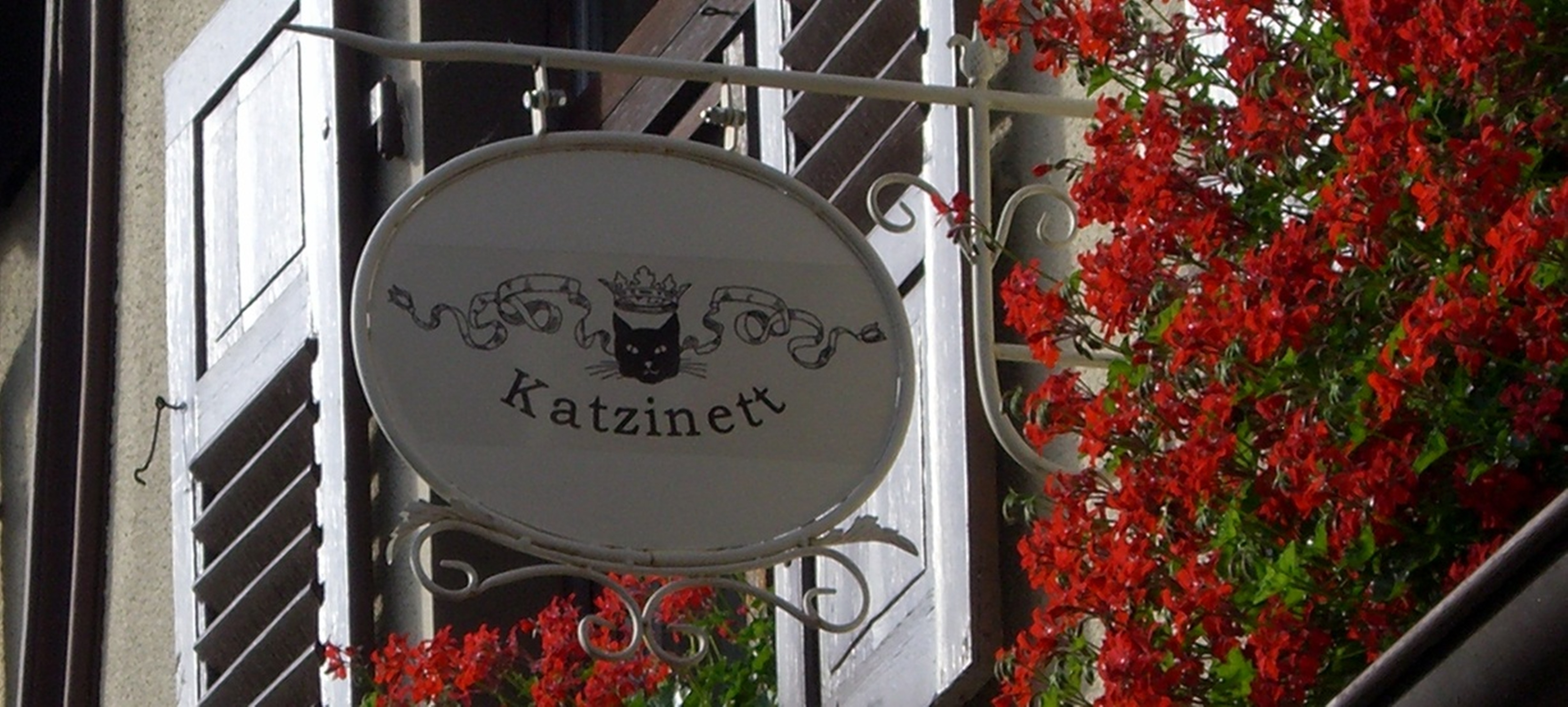
Katzinett Ludwigshafen

- Schweiz – Katzenmuseum Basel-Riehen (1982–1994)[1][2]
- Deutschland – Katzenmuseum Traunstein (1996–2013), erstes Katzenmuseum in Deutschland[3]
- Deutschland – Katzinett[4], Ludwigshafen (2010)

## Katzenmuseen weltweit

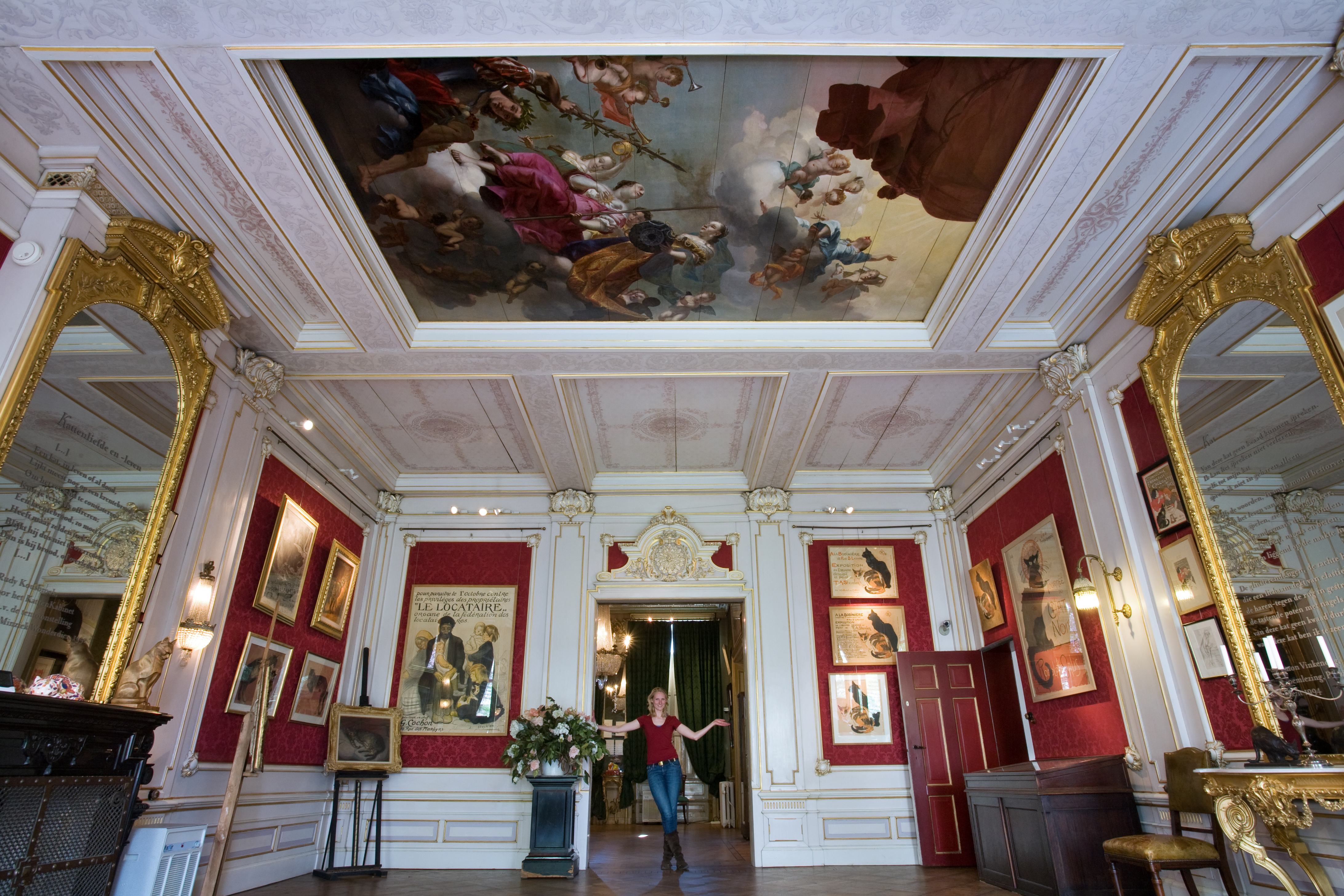
KattenKabinet Amsterdam

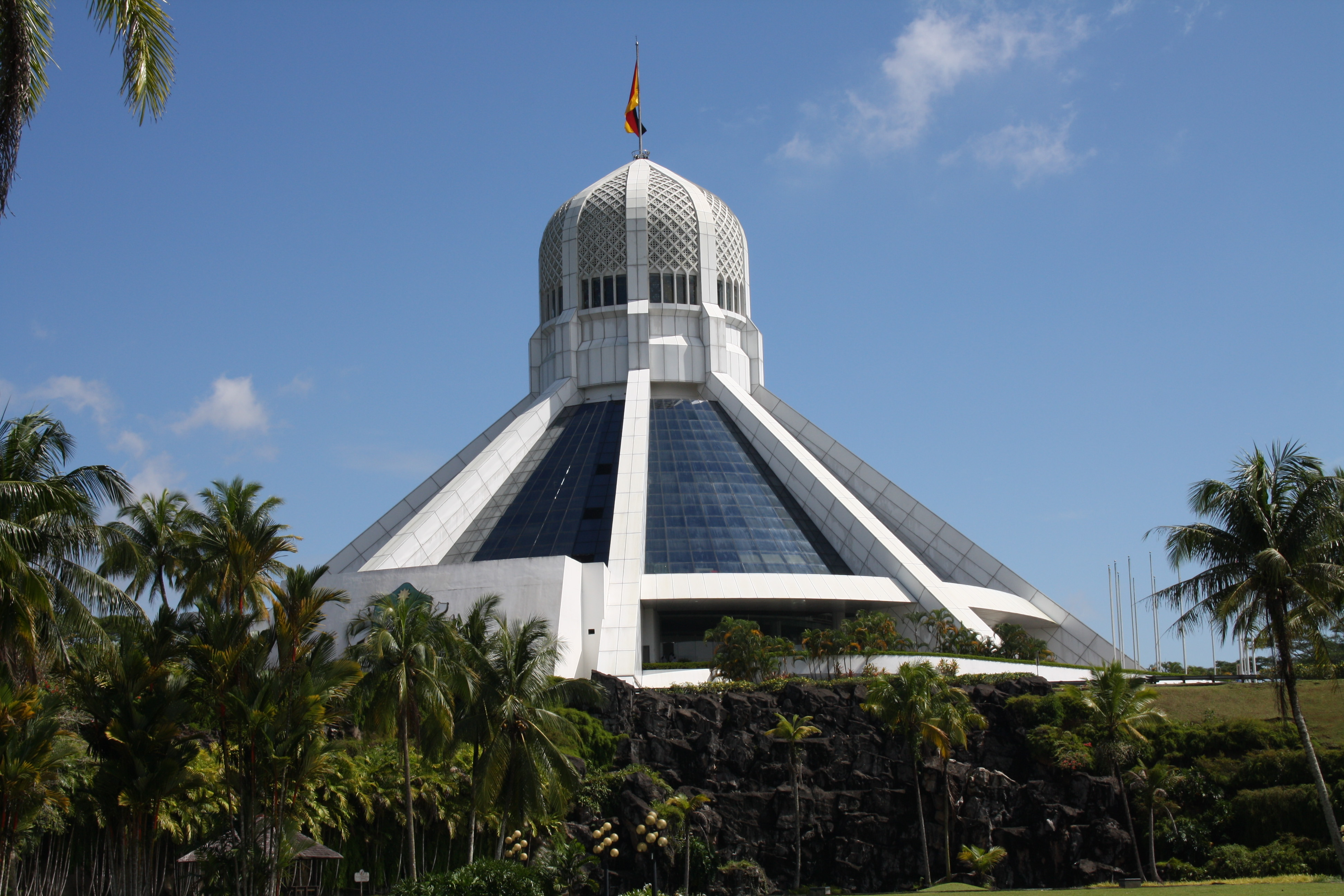
Kuching Cat Museum

- Niederlande – KattenKabinet, Amsterdam (1990), u. a. Drehort von Ocean’s 12[5]
- Russland – Moscow Cat Museum, Moskau (1993)
- Malaysia – Kuching Cat Museum, Kuching (1993), u. a. mit alt ägyptischer Katzenmumie[6]
- Mexiko – Garros Galería Museo del Gato, Mexiko-Stadt (2006)[7]